# Nemoria monostigma
Nemoria monostigma är en fjärilsart som beskrevs av Louis Beethoven Prout 1916. Nemoria monostigma ingår i släktet Nemoria och familjen mätare. Inga underarter finns listade i Catalogue of Life.